# José Reynaldo Bencosme de Leon
José Reynaldo Bencosme de Leon (* 16. Mai 1992 in Concepción de la Vega) ist ein italienischer Hürdenläufer dominikanischer Herkunft, der sich auf die 400-Meter-Distanz spezialisiert hat.

## Sportliche Laufbahn
Erste internationale Erfahrungen sammelte José Reynaldo Bencosme de Leon im Jahr 2009, als er bei den Jugendweltmeisterschaften in Brixen in 51,74 s die Bronzemedaille über 400 m Hürden gewann. Anschließend sicherte er sich beim Europäischen Olympischen Jugendfestival (EYOF) in Tampere mit 52,27 s die Silbermedaille. Im Jahr darauf schied er bei den Juniorenweltmeisterschaften in Moncton mit 52,15 s im Halbfinale aus und verpasste mit der italienischen 4-mal-400-Meter-Staffel mit 3:12,32 min den Finaleinzug. 2011 gewann er bei den Junioreneuropameisterschaften in Tallinn in 50,30 s die Bronzemedaille und im Jahr darauf wurde er bei den Europameisterschaften in Helsinki in der ersten Runde disqualifiziert. Anschließend nahm er an den Olympischen Sommerspielen in London teil und schied dort mit 50,07 s im Halbfinale aus.
Nach einer dreijährigen Wettkampfpause kehrte er 2015 zur Leichtathletik zurück und schied im Jahr darauf bei den Europameisterschaften in Amsterdam mit 49,77 s im Semifinale aus. 2017 gelangte er bei den Weltmeisterschaften in London ebenfalls bis ins Halbfinale und schied dort mit 50,29 s aus, ehe er bei der Sommer-Universiade in Taipeh in 49,38 s den vierten Platz belegte. Im Jahr darauf gelangte er bei den Mittelmeerspielen in Tarragona mit 49,58 s auf Rang fünf und anschließend schied er bei den Europameisterschaften in Berlin mit 49,86 s im Halbfinale aus. 2022 startete er erneut bei den Mittelmeerspielen in Oran und wurde dort in 48,91 s Vierter.
In den Jahren 2011 und 2012 sowie 2016 und 2018 wurde Bencosme de Leon italienischer Meister im 400-Meter-Hürdenlauf sowie 2012 auch in der 4-mal-400-Meter-Staffel.

## Persönliche Bestleistungen
- 400 m Hürden: 48,91 s, 1. Juli 2022 in Oran